# Dědičná štola Augusta Nowotného
Dědičná štola Augusta Nowotného je historické odvodňovací důlní dílo spojené s uhelným hornictvím v Karlových Varech, konkrétně s odvodněním jednotlivých laloků a čoček hnědouhelné sloje Josef.

## Dědičné štoly obecně
Před vynálezem parního stroje a jeho využíváním se hornictví spoléhalo na lidskou sílu, sílu tažných zvířat, na samovolné proudění větrů a na gravitaci. Bez práce lidských rukou a zvířecích pomocníků by nebyla možná těžba. Naopak k odvodnění dolů bylo použito drahé, ale dlouhodobé řešení: vyražení odvodňovací štoly. Tyto štoly zajišťovaly odvodnění dolů po celé generace. Byly nazývány německým výrazem Erbstollen, v překladu dědičná štola (zastarale svodna nebo svodnice) Dědičné štoly jsou nejen technickým dílem, ale i právní věcí, kterou se zabývaly jihlavské horní zákony, Ius regale montanorum a jáchymovský horní řád. Báňské právo předepisovalo stavbu a údržbu tak, aby byl zajištěn volný průtok vody.  Horní zákon rozlišoval mezi dědičnými štolami (stollones hereditarii) a vyhledávacími štolami (stollones quaerentes).

## Historie
Štola byla propůjčena[ujasnit] dne 3. října 1827. Pojmenována je po Augustu Nowotném, který byl majitelem továrny na kameninu ve Staré Roli. Štola odvodňovala důl Apollonia, který byl vybudován k těžbě hnědého uhlí ve sloji Josef. Postupně sloužila k odvodňování dolů Ilsa, Augustin, Rudolf, Johann, Wilhemine a  Dreifaltigkeit (Svatá trojice), tedy území o rozměrech 1,5 x 0,9 km.

## Rok 2006
V březnu roku 2006 vznikla propadlina do dědičné štoly v Počernech, části Karlových Varů. 50°14′10″ s. š., 12°48′47″ v. d. V dědičné štole byl zastižen silný proud vody. Propad byl označen identifikačním číslem 17402.
V místě propadu je sloj Josef pouze 2,5 metru pod úrovní terénu. Propad byl zajištěn kolejnicovým roštem, na který byl nasypán štěrk. Na štěrk byla položena geotextílie, která zabraňuje vyplavování navrstvené zeminy.